# Antijaponismo

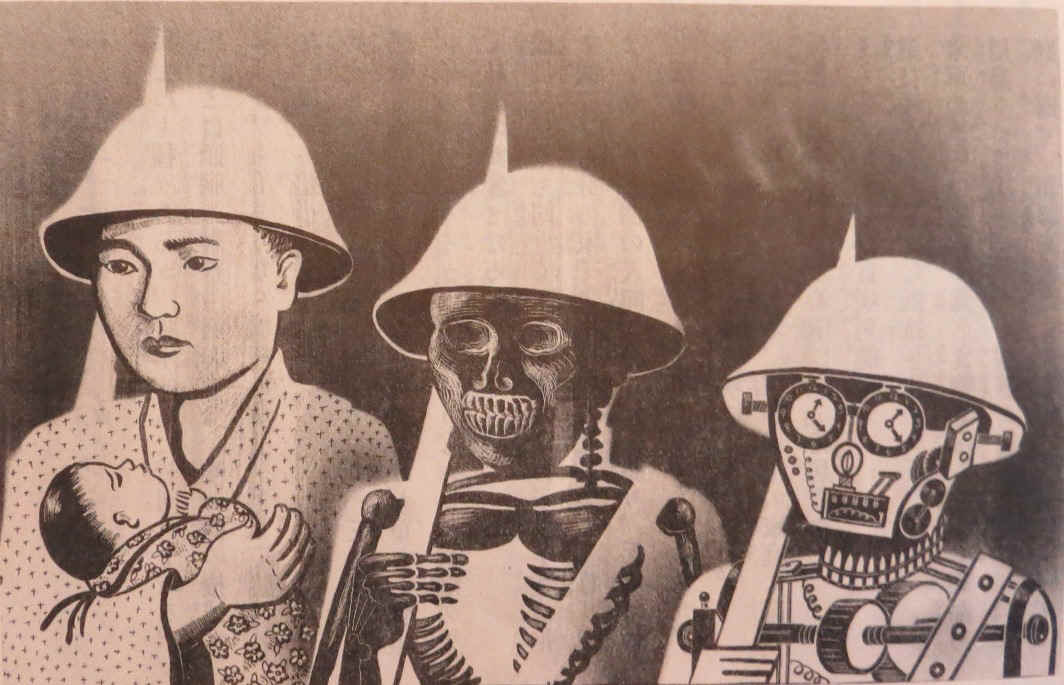
Ilustración

El antijaponismo (反日亡国論, han'nichi-bōkoku-ron) es una ideología radical promovida por una facción de la Nueva Izquierda japonesa que aboga por la destrucción de la nación de Japón. La ideología fue concebida por primera vez por Katsuhisa Oomori, miembro de la Nueva Izquierda, en la década de 1970. 
Partiendo de los sentimientos y puntos de vista antijaponeses como la Teoría de la Revolución Ainu, afirma que "La nación llamada Japón y toda la raza japonesa deben ser extinguidas de la faz de la tierra". 
El antijaponismo hace afirmaciones que se remontan a la historia, negando la fundación de Japón y la historia del pueblo japonés. Aboga por el exterminio de la etnia japonesa.

## Diferencias con el antijaponismo clásico
La teoría del antijaponismo temprano planteó que las acciones de Japón desde el período Meiji han estado contaminadas por el imperialismo y que se necesita un nuevo régimen. Según el antijaponismo clásico, el fracaso moral de Japón puede redimirse si se purga a la familia imperial y el país pasa por la fuerza a una "república popular" comunista. El antijaponismo radicalizó este argumento al afirmar que incluso la revolución comunista no puede redimir a Japón porque los propios japoneses poseen una "naturaleza agresiva" inherente. Los defensores de esta teoría creen que la única forma de redimirse de la "raza japonesa opresiva y criminal" es luchar contra todos los intereses japoneses hasta que el archipiélago "japonés" haya sido purgado de todo lo japonés.
Desde este punto de vista, los llamados "japoneses" deben ser plenamente conscientes de sí mismos como un "pueblo opresor / criminal" y deben negarse a sí mismos.
En esta teoría, dado que Japón es una nación contrarrevolucionaria que ha acumulado crímenes que no se pueden amortizar, y es una nación y etnia fea y vergonzosa, pensar que Japón es la "patria" es en sí mismo la mayor ideología antirrevolucionaria. Esta teoría predica “Abandonar la conciencia japonesa de la conciencia nacional y étnica completamente y sea un traidor”.
Sólo aquellos que acepten esta teoría de la extinción contra Japón, y que se conviertan en guerreros de la lucha antijaponesa, serán liberados del "pecado original" del "pueblo supresor / criminal" por primera vez.

## Tesis histórica
Según el antijaponismo, los habitantes originales del archipiélago japonés eran agricultores sin ley pero fueron invadidos por una tribu ecuestre de la que desciende la actual familia imperial. Aquellos que resistieron la conquista se convirtieron en burakumin. La represión continuó durante el siglo XIX cuando el régimen imperial conquistó a los Ryukyuanos y Ainu. Así, la historia de Japón se define como "una historia de invasión y explotación".

## Solución final
La llamada "solución final" del antijaponismo es borrar la nación llamada "Japón" de la faz de la tierra y exterminar a la raza japonesa. Debido a que, como se describe en la teoría histórica anterior, Japón es intrínsecamente malvado, la existencia continuada del pueblo japonés es incompatible con la paz. El miembro del Frente Armado Antijaponés de Asia Oriental, Yoshimasa Kurosawa, afirma que no se opone a ningún régimen político japonés en particular, sino a la existencia del propio Japón.

## Estrategia para extinguir la etnia japonesa
El Frente Armado Antijaponés de Asia Oriental ha sugerido un escenario que podría conducir a la ruina de Japón. En este escenario, invadirían Corea del Sur y derrocarían al actual régimen "projaponés", reemplazándolo por un régimen militar abiertamente antijaponés. Japón, debido a su naturaleza naturalmente agresiva, invadiría Corea en respuesta, luego los antijaponeses podrían emplear sus redes terroristas para causar estragos en Corea similares a la Guerra de Vietnam, agotando la fuerza financiera y política de Japón, lo que permitiría su rápida caída.
El escenario detallado es el siguiente:
El país que desencadena esto es la República de Corea. En primer lugar, al fomentar el nacionalismo surcoreano xenófobo, alimentaría el sentimiento antijaponés, induciría un golpe de Estado en el ejército surcoreano, derrocaría al "gobierno projaponés" y eliminaría los sentimientos "projaponeses" que tienen sus raíces en Corea del Sur. Entonces, el "gobierno militar antijaponés" de Corea del Sur declararía la guerra a Japón, matando al menos a 100.000 miembros del personal de las Fuerzas de Autodefensa japonesas.
Al en Okinawa, la "República de Ryukyu" declararía la independencia. Declararía la guerra a Japón y Estados Unidos, y luego participaría en la guerra de invasión de Japón con Corea del Sur.
En Hokkaido, la "República Soviética Ainu" también declararía la independencia, haciendo afirmaciones de que Japón ignoró a los Ainu, como "Devolver los Territorios del Norte", y masacró a 5 millones de japoneses en Hokkaido que están "orgullosos". Esto también alimentaría el sentimiento antijaponés en el sudeste asiático.
Utilizando la red del Ejército Rojo japonés impediría la exportación de crudo a Japón por parte de los países árabes, la "red de asedio Anti-Japón" rodearía a Japón como la antigua línea ABCD que era una sanción económica impuesta a Japón tomando las iniciales de nombres nacionales, América (Estados Unidos), Britania (Reino Unido), China, y Dutch (Países Bajos) en 1940.
Después de "la destrucción de Japón", la mayoría de los japoneses serían condenados a muerte independientemente de su edad o sexo, ya que la mayoría de ellos son "ciudadanos del Imperio japonés".
Es un escenario en el que sólo los camaradas (Ronin de la Revolución Mundial) que han abandonado la conciencia étnica y nacional y han luchado la lucha antijaponesa son liberados de su “pecado original”, y la etnia japonesa se extingue de la tierra.

## Prohibición de la intervención en materia de derechos humanos en Corea
Durante la década de 1970, entre los guerreros de izquierda, la gente trabajaba arduamente para rescatar a Kim Dae Jung detenido por el gobierno de la República de Corea en el incidente de Kim Dae Jung. Pero con el estatus de japonés, esto está fuera de discusión.
Es la expresión de la "superioridad japonesa" que "Japón es un buen país para la democracia". No es más que una actividad de agresión basada en principios.

## Celebración del incidente de incendio provocado en el santuario de Heian
Según la teoría del antijaponismo, sentirse orgulloso de la cultura japonesa es un acto culpable y contrarrevolucionario. Las personas que se suscriben al antijaponismo celebraron el caso de incendio provocado de Heian Jingu, que es el incidente de incendio provocado en el santuario de Heian que consagra al emperador Kanmu, quien estableció Heian-kyō, la capital reubicada de Japón, en 794.

## Influencia en la sociedad japonesa
Desde el eclipse de la influencia de la Nueva Izquierda, se ha considerado a este grupo como un culto extraño. El activista al que se le ocurrió el nombre de "antijaponismo" abandonó el grupo y lo describe como "satánico". El periodista Toshinao Sasaki describe la vida dentro del grupo como "una locura". El erudito en educación Akira Moriguchi lo llama una "ideología violenta" y autocontradictoria.
Sin embargo, se ha sugerido que esta ideología ha proporcionado la base para otros incidentes terroristas, como el ataque con sarín en el metro de Tokio por parte de Aum Shinrikyo en tres líneas del metro de Tokio (entonces parte del metro de Tokio) durante las horas pico, matando a 12 personas, hiriendo gravemente a 50 y causando problemas temporales de visión a casi 1.000 más.